# Audio Video Bridging

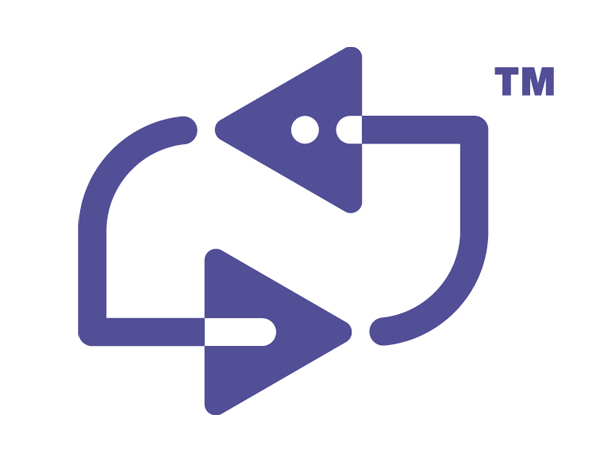
AVB picture

Audio Video Bridging (más conocido por sus siglas, AVB) es un estándar orientado a la transmisión de datos sincronizados de audio y vídeo sobre redes LAN. El estándar es desarrollado y mantenido por el subgrupo de trabajo Time-Sensitive Networking Task Group del IEEE, perteneciente al comité técnico IEEE 802.1.
Para tal fin, las especificaciones de AVB engloban otros estándares. Los más relevantes son:
- IEEE 802.1AS: Temporización y Sincronización para aplicaciones sensibles al tiempo (gPTP),
- IEEE 802.1Qat: Protocolo de reserva de Stream (SRP),
- IEEE 802.1Qav: Transmisión y colas para Streams sensibles al tiempo (FQTSS)
- IEEE 802.1BA: Sistemas de Audio Video Bridging

IEEE 802.1Qat y 802.1Qav son enmiendas al documento base IEEE 802.1Q, que especifica la operación de redes virtuales de área local en puente, que se implementan por medio de dispositivos de red normalmente llamados switches Ethernet.